# گل‌بست

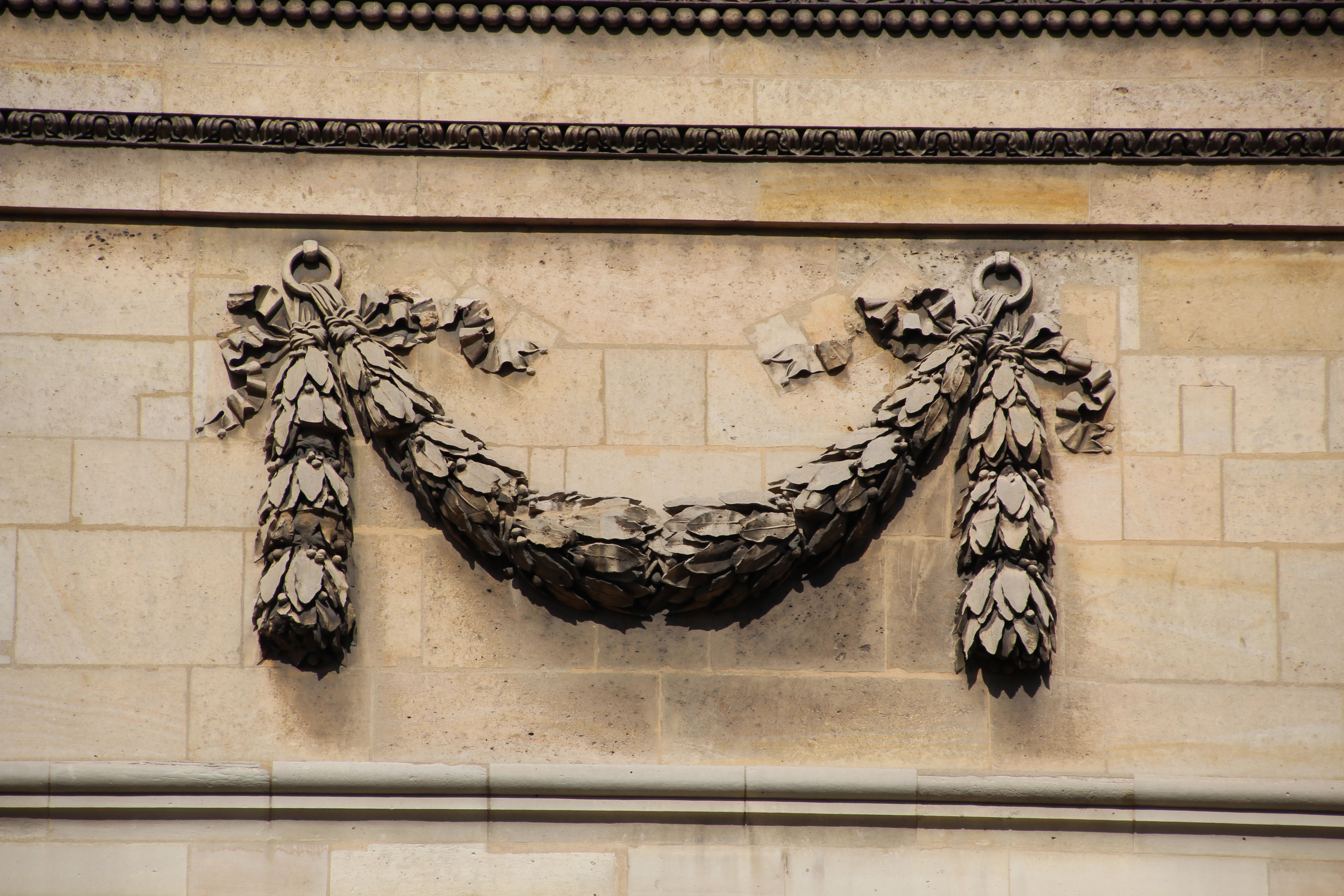
گل‌بست پانتئون، پاریس، اثر ژاک ژرمن سوفلو و ژان باپتیست روندله، 1758-1790

گُل‌بَست یا فستون (به انگلیسی: Festoon) (از واژهٔ فرانسوی feston , festone ایتالیایی، از فستو لاتین متأخر، در اصل یک گل‌آذین جشن، لاتین festum، جشن) تاج گل یا گل‌آذینی است که از دو نقطه آویزان شده‌است و در معماری معمولاً یک زیور حکاکی شده‌است که آرایش مرسوم گل‌ها، شاخ و برگ را نشان می‌دهد، یا میوه به هم چسبیده و با روبان آویزان شده‌است.  این نقوش گاهی هنگام به تصویر کشیدن پارچه یا کتانی به عنوان یک سواگ شناخته می‌شود.
در زبان انگلیسی مدرن، فرم‌های فعل، به‌ویژه «گل‌بست با»، اغلب به‌صورت بسیار آزاد یا مجازی به معنای داشتن هر نوع آذین یا پوشش فانتزی استفاده می‌شوند.